# Evariste Ndayishimiye
Evariste Ndayishimiye (ur. 1968 w prowincji Gitega) – burundyjski polityk i emerytowany generał, w latach 2006–2007 minister spraw wewnętrznych i bezpieczeństwa publicznego, prezydent Burundi od 18 czerwca 2020.

## Kariera polityczna
Evariste Ndayishimiye był postrzegany jako bliski sojusznik prezydenta Pierre’a Nkurunzizy. Za jego rządów Ndayishimiye stał na czele departamentu spraw wojskowych w kancelarii prezydenta oraz krótko pełnił funkcję ministra spraw wewnętrznych i bezpieczeństwa publicznego. W 2016 roku został sekretarzem generalnym partii CNDD–FDD.
W styczniu 2020 roku został wskazany przez rządzącą partię CNDD–FDD, jako kandydat w nadchodzących wyborach prezydenckich. W dniu 20 maja 2020 z poparciem 71,46% głosów wygrał głosowanie w pierwszej turze. Urząd prezydenta objął 18 czerwca 2020.